# Chase Oliver
Chase Russell Oliver (Nashville, 16 agosto 1985) è un attivista e politico statunitense, candidato del Partito Libertario alle elezioni presidenziali negli Stati Uniti d'America del 2024.

## Carriera
Chase Oliver è stato il candidato libertario per le elezioni del Senato degli Stati Uniti del 2022 in Georgia e per le elezioni speciali del 5º distretto congressuale della Georgia del 2020.
Nelle elezioni speciali del Senato degli Stati Uniti in Georgia del 2022, Oliver ha ricevuto oltre il 2% del voto popolare ed è stato accusato di aver agito come un candidato guastafeste e di aver costretto la corsa al Senato della Georgia a un ballottaggio.